# Mistrovství světa v zápasu ve volném stylu 1965
Mistrovství světa v zápasu ve volném stylu 1965 se uskutečnilo v Manchesteru,  Velká Británie.    

## Přehled medailí

### Volný styl
| Kategorie  | Zlato              | Stříbro                 | Bronz              |
| ---------- | ------------------ | ----------------------- | ------------------ |
| do 52 kg   | Eikatsu Yoshida    | Bayu Baev               | László Ölveti      |
| do 57 kg   | Tomiaki Fukuda     | Mohammad Ali Farrokhian | Karl Dodrimont     |
| do 63 kg   | Ebrahim Seifpour   | Stancho Ivanov          | Takeo Morita       |
| do 70 kg   | Abdollah Movahed   | Mahmut Atalay           | Zarbeg Beriashvili |
| do 78 kg   | Guram Sagaradze    | Mohammad Ali Sanatkaran | Yasuo Watanabe     |
| do 87 kg   | Mansour Mehdizadeh | Francisc Balla          | Prodan Gardžev     |
| do 97 kg   | Ahmet Ayık         | Alexandr Medveď         | Said Mustafov      |
| nad +97 kg | Alexandr Ivanickij | Ljutvi Achmedov (BUL)   | Larry Kristoff     |

## Týmové hodnocení
| Pořadí | Muži volný styl | Muži volný styl |
| Pořadí | Tým             | Body            |
| ------ | --------------- | --------------- |
| 1      | Írán            | 30.5            |
| 2      | Bulharsko       | 26.5            |
| 3      | Sovětský svaz   | 24.5            |
| 4      | Turecko         | 22              |
| 5      | Japonsko        | 20.5            |
| 6      | Maďarsko        | 6.5             |